# Деген, Ион Лазаревич
Ио́н Ла́заревич Де́ген (31 мая 1925, Могилёв-Подольский, Украинская ССР — 28 апреля 2017, Гиватаим, Израиль) —  советский и израильский поэт и писатель, автор стихотворения «Мой товарищ, в смертельной агонии…», танкист-ас во время Великой Отечественной войны, врач и учёный в области ортопедии и травматологии, доктор медицинских наук (1973). Лауреат премии Федерации еврейских общин России «Скрипач на крыше» в номинации «Человек-легенда».

## Биография

### Ранние годы
Родился 31 мая 1925 года в городе Могилёве-Подольском одноимённого округа Украинской ССР (ныне Винницкой области Украины) в семье фельдшера Лазаря Моисеевича Дегена (1868, Лучинец — 1928, Могилёв-Подольский). Мать работала медсестрой в больнице. В двенадцать лет начал работать помощником кузнеца. Увлекался литературой, а также зоологией и ботаникой.
15 июня 1941 года закончил девятый класс и приступил к работе вожатого в пионерском лагере, который располагался рядом с железнодорожным мостом через Днестр. По собственным словам, «рос юным фанатиком, беззаветно преданным коммунистическому строю».

### Великая Отечественная война
В июле 1941 года добровольцем записался в истребительный батальон, состоящий из учеников девятых и десятых классов. Затем был пулеметчиком в составе 130-й стрелковой дивизии, товарищи выбрали его исполняющим обязанности командира взвода, он был ранен при выходе из окружения, переплыл Днепр в районе Днепропетровска (ныне Днепр), при помощи украинских крестьян (Фёдора Григорука и Параски Григорук) села Грушевка (Грушевато-Криничное сейчас) перебрался через линию фронта. Попал в полтавский госпиталь; по счастливому стечению обстоятельств избежал ампутации ноги, так как по его просьбе его направили в госпиталь на Урал, где ногу сохранили. Как несовершеннолетнего, его при выписке из госпиталя демобилизовали. На вокзале в Актюбинске Ион встретил знакомого ему по Могилёву-Подольскому пограничника из Грузии, по совету которого Ион приехал к его родителям в село Шрома Махарадзевского района ГССР.
Ион работал трактористом, но узнав, что на соседней станции стоит бронепоезд, он решил вернуться в армию. 15 июня 1942 года Ион был зачислен в отделение разведки 42-го отдельного дивизиона бронепоездов. В дивизион входило два бронепоезда — «Сибиряк» и «Железнодорожник Кузбасса» и штабной поезд. Боевой задачей дивизиона осенью 1942 года было прикрытие направления на Моздок и Беслан. Ион стал командиром отделения разведки, 15 октября 1942 года был ранен при выполнении разведзадания в тылу противника.
После выписки из госпиталя — курсант 21-го учебного танкового полка в поселке Шулаверы. Затем был переведён в 1-е Харьковское танковое училище (Чирчик). Весной 1944 года окончил училище с отличием и получил звание младшего лейтенанта.
В июне 1944 года назначен командиром танка во 2-ю отдельную гвардейскую танковую бригаду, которой командовал полковник Е. Е. Духовный, участвовал в Белорусской наступательной операции 1944 года. Впоследствии — командир танкового взвода; командир танковой роты (T-34-85), гвардии лейтенант.

Мы… чувствовали себя «смертниками», и нам было глубоко плевать, где нас убьют, в танковой атаке в родной бригаде или в стрелковом строю штрафного батальона.
— И. Л. Деген
Является одним из советских танковых асов: за время участия в боевых действиях в составе 2-й отдельной гвардейской танковой бригады экипажем Иона Дегена уничтожено 12 немецких танков (в том числе 1 «Тигр», 8 «Пантер») и 4 самоходных орудия (в том числе 1 «Фердинанд»), много орудий, пулемётов, миномётов и живой силы противника.
Перенёс ожоги и четыре ранения, в которых ему достались более двадцати осколков и пуль. В результате последнего тяжёлого ранения 21 января 1945 года получил инвалидность.
Был дважды представлен к званию Героя Советского Союза.

### После войны
Видя благородный подвиг врачей, спасающих жизни раненых солдат, я решил тоже стать доктором. И о выборе своей профессии в будущем никогда не сожалел.— Ион Деген
В 1951 году с отличием окончил Черновицкий медицинский институт и до 1954 года работал ортопедом-травматологом в Киевском ортопедическом институте. Позже, до 1977 года, работал ортопедом-травматологом в больницах Киева. 18 мая 1959 года осуществил первую в медицинской практике реплантацию конечности — предплечья.
В 1965 году в ЦИТО (Москва) защитил кандидатскую диссертацию на тему «Несвободный костный трансплантат в круглом стебле». В 1973 году в хирургическом совете 2-го Московского медицинского института защитил докторскую диссертацию на тему «Лечебное действие магнитных полей при некоторых заболеваниях опорно-двигательного аппарата» — первая в медицине докторская диссертация по магнитотерапии.
Ион Деген увлекался гипнозом, широко применяя его в своей врачебной практике.
Автор 90 научных статей.
В 1977 году эмигрировал в Израиль, где более двадцати лет продолжал работать врачом-ортопедом.
Член редколлегии популярного журнала «Голос инвалида войны», постоянный консультант в «Бейт алохем» — Клубе инвалидов Армии обороны Израиля, знаток Торы, Танаха и современной философии. Единственный советский танкист, зачисленный в Общество израильских танкистов, отмеченных за героизм.
Кроме медицины на досуге увлекался литературой. Автор книг «Из дома рабства», «Стихи из планшета», «Иммануил Великовский», «Портреты учителей», «Война никогда не кончается», «Голограммы», «Невыдуманные рассказы о невероятном», «Четыре года», «Стихи», «Наследники Асклепия», рассказов и очерков в журналах Израиля, России, Украины, Австралии, США и других стран.
Жил в Гиватаиме (Израиль).
9 сентября 2014 года в мемориальном центре бронетанковых войск израильской армии в Латруне состоялась премьера фильма российских режиссёров Михаила Дегтяря и Юлии Меламед «Деген», посвящённого Иону Дегену.
Умер 28 апреля 2017 года в Израиле.

В конце прошлой недели ушёл из жизни Ион Деген, писатель, поэт, учёный и врач. Деген скончался между Днями памяти и праздничными днями — Днём Независимости и Днём Победы, каждая из этих дат повлияла на его жизнь. В 16 лет Деген вступил в ряды Красной Армии, чтоб воевать с нацистами. В юном возрасте он стал командиром танкового взвода и легендой среди танкистов по всему миру. За свои подвиги он дважды был представлен к званию Героя Советского Союза, но из-за еврейской национальности не был удостоен высших наград. На войне Ион Деген видел столько ужасов, страданий и боли, что свою жизнь решил посвятить спасению жизни других. В 1977 году он репатриировался в Израиль и продолжил заниматься медициной и литературой. Да будет благословенна его память— Биньямин Нетаньяху, премьер-министр Израиля
Похоронен на кладбище Кирьят-Шауль в Тель-Авиве.

## Семья
- Жена Люся (умерла в декабре 2019)
- Сын — Ури. Три внука.
- Брат Фалик (1890—1981, инженер-связист, выпускник Тулузского университета) и сестра Бетя. Племянник — Михаил Фёдорович Дейген, доктор физико-математических наук, член-корреспондент АН УССР[21].
- Троюродная сестра — американский психолог Фрэнсис Деген Хоровиц (англ. Frances Degen Horowitz), автор трудов по раннему развитию детей и педагогической психологии.

## Стихотворение «Мой товарищ»
Стихотворение написано в декабре 1944 года. В 1980-х — начале 1990-х годов долгое время переписывалось и передавалось устно с многочисленными искажениями (или в разных неавторских вариантах), как стихотворение неизвестного автора-фронтовика. В 1942 году летом, когда валенки не носили, товарищ Иона Дегена Георгий Куликов, которого он перевязывал, разорвав свою рубашку, просил: не рви рубашку, лучше отдай её живым, и умер. В память об этом, а не о случаях использования крови и мародёрства вещей ещё живых товарищей, как это было воспринято вначале К. Симоновым, а затем Е. Евтушенко, он и написал стихотворение в 1944 году. При этом сапоги он снимал не с мёртвого и не на поле боя, а с офицера, который не выдал другому его товарищу сапоги, много позже случая с Куликовым. Он был поражён, что офицер не выдал его, неожиданно оказался настоящим товарищем, его не отдали под трибунал, и образ офицера слился с образом Гоши Куликова. О мародёрстве он не подумал, когда писал это стихотворение, не отражавшее реальный случай, хотя однажды до написания стихотворения его чуть не расстреляли за мародёрство, когда он на Кавказе пытался обменять патоку с разрушенного завода на вино.
Из большого поэтического наследия Дегена именно это стихотворение приобрело народный характер, причём не во время войны, а только в 1980-х годах. Оно имело много неавторских вариантов, часто неудачных, но Симонов в 1945 году считал клеветой на Красную армию и воспеванием мародёрства даже прочитанный в Доме литераторов авторский вариант, когда валенки снимают для наступления, а не для войны вообще. Считал он так потому, что Дегену, пока он пишет такие стихи, не место в Литературном институте; Деген поэтому до 1980-х годов не вспоминал о своём авторстве. Об авторстве Дегена вновь стало широко известно только в конце 1980-х годов, и тогда живой А. К. Коренев никаких претензий не выдвигал.

Мой товарищ, в смертельной агонии

Не зови понапрасну друзей.

Дай-ка лучше согрею ладони я

Над дымящейся кровью твоей.

Ты не плачь, не стони, ты не маленький,

Ты не ранен, ты просто убит.

Дай на память сниму с тебя валенки.

Нам ещё наступать предстоит.

В антологии 1995 года Е. Евтушенко «Строфы века» приведен такой неавторский вариант:

Мой товарищ в предсмертной агонии.

Замерзаю. Ему потеплей.

Дай-ка лучше согрею ладони я

Над дымящейся кровью твоей.

Что с тобой, что с тобою, мой маленький?

Ты не ранен — ты просто убит.

Дай-ка лучше сниму с тебя валенки.

Мне ещё воевать предстоит.

Евтушенко назвал восемь строк Дегена гениальными, ошеломляющими по жестокой силе правды:

Что сделал стих Иосифа Дегена?

Разрезал он острее автогена

всё то, что называется войной,

треклятой, грязной, кровной и родной.

Существует не авторский, а другой вариант, найденный составителем сборника поэта А. Коренева среди бумаг поэта после его смерти. Поэты часто пишут для себя варианты стихов другого поэта. Тем более, что похожи только последние шесть строк стихотворения Коренева, причём на вариант, опубликованный в антологии и ходивший как фольклорный в 1980—1990-х годах. При своей жизни Коренев это стихотворение не публиковал:

Вьюга, ночь… Поле, полное мёртвых.

Поле боя метель замела.

Кровь фонтанами так и замёрзла

На окоченевших телах.

На мальчишеских трупах застывших

Стынут конусы красного льда.

Мой товарищ, ты стонешь, ты жив ещё,

Что ползёшь через поле сюда?

Мой товарищ, спасти тебя поздно мне,

Ты в крови, ты людей не зови.

Дай-ка, лучше, таща тебя по снегу,

Отогрею ладони свои

Над дымящейся кровью твоей.

Что с тобой, что с тобою, мой маленький?

Ты не ранен — ты просто убит.

Дай-ка лучше сниму с тебя валенки.

Мне ещё воевать предстоит.

## Память
Фильм Михаила Дегтяря и Юлии Меламед «Деген».

## Награды
Советские
- Орден Красного Знамени (22.02.1945.)
- Орден Отечественной войны 1-й степени
- Два ордена Отечественной войны 2-й степени (02.08.1944., 17.12.1944.)
- Медаль «За отвагу» (17.08.1944.)
- Медаль «За оборону Киева»
- Медаль «За оборону Кавказа»
- Медаль «За победу над Германией в Великой Отечественной войне 1941—1945 гг.»
- Медаль «За взятие Кёнигсберга»

Иностранные
- Орден «Virtuti Militari» (Польша)
- Орден «Крест Грюнвальда» I степени (Польша)
- Орден Возрождения Польши III степени (Польша)[27][39][40]
- Премия «Скрипач на крыше» в номинации «Человек-легенда» (2014, Федерация Еврейских общин России)[41].

## Публикации
- Ион Деген. Из дома рабства. — Израиль: Мория, 1986.
- Ион Деген. Портреты учителей. — Тель-Авив, 1992.
- Ион Деген. Война никогда не кончается. — Израиль, 1995.
- Ион Деген. Голограммы. — Израиль, 1996.
- Ион Деген. Иммануил Великовский. Рассказ о замечательном человеке. — Ростов-на-Дону: Феникс, 1997. — 544 с. — (След в истории). — ISBN 5-222-00096-6.
- Ион Деген. Невыдуманные рассказы о невероятном. — Израиль, 1998.
- Ион Деген. Четыре года. — Израиль, 1999.
- Ион Деген. Наследники Асклепия // Отечественные записки. — 2006. № 1-2.
- Ион Деген. Исповедь гвардии лейтенанта // Радуга (Киев). — 2007. № 2.[42]
- Ион Деген. Буханка хлеба // Иерусалимский журнал. — 2008. № 28.
- Ион Деген. Чёрно-белый калейдоскоп. — Гановер: Общество любителей еврейской старины, 2009.
- Ион Деген. Магнитотерапия. — М.: Практическая медицина, 2010. — ISBN 978-5-988111412.
- Ион Деген. Я весь набальзамирован войной. — Новосибирск, 2012.
- Юнаков О. Удивительная деликатность и скромность (Ион Деген) // Архитектор Иосиф Каракис. — Нью-Йорк: Алмаз, 2016. — С. 39—41. — ISBN 978-1-68082-000-3.
- Ион Деген. Статьи в журнале "Заметки по еврейской истории" и в альманахе "Еврейская Старина" // Издательский дом Евгения Берковича.